# Деко Олександр Аврамович
Олександр Аврамович Де́ко (23 грудня 1926, Яготин Полтавської губернії, зараз Київської області — 3 листопада 2016, Ізраїль) — український прозаїк, перекладач, літературознавець, публіцист, журналіст, видавець, громадський діяч. Голова Спілки українських письменників у Ізраїлі, видавець і головний редактор журналу «Соборність» (Ізраїль) українською мовою. Жив у Чернігові та Києві. З 2004 жив і працював у Ізраїлі.

## Родина
Народився в Яготині, однак у перші тижні народження Олександра, батьки переїхали до Чернігова й вдруге зареєстрували новонародженого.

## Освіта
Закінчив:
- Львівський фінансово-кредитний технікум (відділення економіки);
- Чернігівський учительський інститут (факультет історії).

## Творчість
Автор трьох десятків книжок, серед яких:
- «Майстри чарівних звуків». Київ, 1968;
- «Майстри чарівних звуків». Нарис про Чернігівську фабрику музичних інструментів ім. П. П. Постишева / Олександр Деко. – Вид. 2-ге, доп. і перероб. – К. : Музична Україна, 1984. – 110 с.
- «Журливий заспів»;
- «Леонід Глібов»;
- «Поліська прелюдія»;
- «Сніг на червоних маках» Вінок новел. Передмова Чингіза Гусейнова. Видавництво «Соборність», Держава Ізраїль, 2008, 124 сторінки, ISBN 978-965-91137-1-2. Книжка також вийшла в перекладах гебрейською, російською, словацькою;
- «Солов'ї співають на світанні», роман про поета-романтика першої половини XIX століття Віктора Забілу;
- «Не розбудити звіра»;
- «Кедойшім. Повість-хроніка Шепетівського гетто»;
- «Вибране» (у чотирьох томах, Київ, 1977—2001). Окремими томами представлена проза, переклади, літературознавство та публіцистика;
- «Шевченківський календар», том 1 (січень, лютий, березень).

Автор і упорядник чотиритомного видання «Юні герої»:
- «Діти фортеці»;
- «Поворотний круг»;
- «Провідник у безодню»;
- «Автограф на рейхстазі».

Автор, упорядник і редактор тритомного видання:
- «Календар Чернігівського земляцтва»;
- «Історичний календар Чернігівщини»;
- «Календар Чернігівщини»;

Автор багатьох перекладів з білоруської та німецької мов.
Багато років життя присвятив художньому осмисленню творчої спадщини та наукових матеріалів з життя Тараса Шевченка, Віктора Забіли, Леоніда Глібова, Марка Вовчка.
Публікувався в українській періодиці, зокрема в «Голосі України», «Українській літературній газеті».
Підготував ґрунтовну вступну статтю «Дмитро Павличко — класик світової літератури» до книги поезій Дмитра Павличка «Єврейські мелодії», що вийшла в 2011 у прекладі з української на іврит Антона Паперного в Ізраїлі у видавництві «Соборність».
Автор передмови «Поезія тішить» до книги поезій Тетяни Череп-Пероганич «Ліки для душі» (2013).

## Громадська діяльність
Член Національної спілки письменників України.
Голова Спілки українських письменників Держави Ізраїль.
Член міжнародного ПЕН-клубу.
Засновник Міжнародної літературної премії імені Івана Кошелівця та Літературної премії імені Леоніда Глібова.

## Журнал «Соборність»
1997 року Олександр Деко заснував міжнародний літературно-публіцистичний часопис українських письменників «Соборність», який видавав на громадських засадах за спонсорські кошти.
Редакційною колегією журналу присуджувалася Міжнародна літературна премія імені Івана Кошелівця за найкращі публікації року. Рішення редколегії про присудження премії друкувалося в першому числі журналу «Соборність» кожного року.
З 1997 року часопис почав видаватися в Києві, з 1998 до 2004 видавався у Мюнхені, Німеччина, а з 2005 року видавався в Державі Ізраїль — ISSN 1565-6837.
До Редакційної колегії, яку очолював Олександр Деко, входили Давид Маркіш — заступник головного редактора в Державі Ізраїль, Світлана Іщенко — заступник головного редактора в Канаді, а також члени редколегії: Сергій Борщевський, Леонід Вайсман, Василь Горбатюк, Микола Зимомря, Юрій Каповський, Степан Колесник, Вольф Москович, Антон Паперний, Геннадій Сівак.

## Різне
Учасник Другої світової війни. В 1970-ті компартійною диктатурою був заборонений друкуватися.

## Відзнаки
Нагороджений:
- орденом України «За заслуги» III ступеня (2007);
- Почесною відзнакою НСПУ;
- Георгіївською медаллю «Честь. Слава. Труд» III ступеня Академічного рейтингу популярності «Золота фортуна».
- медаллю «Івана Мазепи» Міжнародної літературно-мистецької академії України (2017, посмертно).[8]

Лауреат премій:
- «Література проти геноциду народів»;
- Чернігівської обласної імені М. Коцюбинського;
- «Сад божественних пісень» імені Григорія Сковороди;
- «Тріумф»;
- імені В. Булаєнка;
- імені Марка Вовчка (2008);
- імені В. Підмогильного;
- на честь 60-річчя Держави Ізраїль — за найкращий літературний твір проти нацизму.
- Міжнародної літературно-мистецької премії імені Пантелеймона Куліша (2016)[9]